# Kapi Aghasi
El Kapi Aghasi (o Kapu Aghasi) fou el principal oficial del palau del sulta otomà fins al segle xvi. Era designat pel sultà i s'encarregava de tots els afers del personal de palau, incloent nomenaments, contractacions, ascensors i destitucions. Eren persones molt properes als sultans, dels que foren consellers i sovint rebien als principals governadors de l'imperi; també dirigien establiments de caritat.
Al segle xvi algunes de les seves funcions van passar al departament del dar al-saade aghasi que el 1587 fou separat del kapu aghasi i va acabar sent el cortesà principal. El 1704 les funcions que restaven al kapu aghasi van passar al silahdar i encara que el càrrec va subsistir era merament honorífic.